# 约瑟夫·苏克 (作曲家)
约瑟夫·苏克（捷克語：Josef Suk；1874年1月4日—1935年5月29日），捷克作曲家，小提琴家。早年在布拉格音乐学院师从德沃夏克，1898年与德沃夏克之女结婚，1905年丧妻。1922年起在布拉格音乐学院任教，学生有马尔蒂努等。
苏克的音乐风格受德沃夏克影响较大，早期作品有一定的民族乐派色彩，但晚期作品风格有所变化，追求复杂的和声与对位。苏克有较高的旋律天赋，但风格比较保守，因此作品相对鲜为人知。他最著名的作品是之一是《亚兹拉尔》交响曲。
作为小提琴家，他是著名的捷克弦乐四重奏团的创始人之一，并长期担任該團第二小提琴。

## 生平
约瑟夫由父親约瑟夫·苏克啟蒙，學習鋼琴、小提琴和管風琴等樂器。1885年進入布拉格音乐学院，從本訥維茨（Bennewitz）學習小提琴，與費爾斯特（Foerster）、克尼特尔（Knittl）及斯泰克（Stecker）學習音樂理論，也向维汉學習室內樂。1891年通過畢業考試，他的畢業作品是一首A小調鋼琴四重奏（作品1）。不過在之後，因應安东宁·德沃夏克的到來，蘇克特別延畢一年，以向他學習作曲。求學以外，蘇克在維漢發起的弦樂四重奏團擔任第二小提琴，這個四重奏團自1892年起以「捷克四重奏」之名活動。他們的巡迴演奏受到布拉姆斯、漢斯立克等音樂界重要人士的肯定，直到蘇克退休（1933年）為止，演出逾4,000場次。
在德沃夏克的指導下，1892年蘇克完成了《戲劇序曲》（Dramatická ouvertura，作品4），正式畢業。1898年，他與德沃夏克之女奧蒂莉成婚。
1912年之後，由於過份繁忙的演出行程，蘇克的寫作產出明顯不如以往。1922年，蘇克回到母校任教，指導進階的作曲學生。博胡斯拉夫·馬爾蒂努是蘇克門生中成就最高的一位。

## 作品
蘇克成名甚早，幾首知名作品（如：弦樂小夜曲）都完成於廿歲之前。這些作品受舒伯特、勃拉姆斯和德沃夏克等人的影響甚多。在捷克音樂的角度，咸認蘇克是德沃夏克的後繼者，但就風格來看，他的音樂似乎不太受到理查·史特勞斯那般華麗配樂的影響，也不見法國音樂的滲入。以一位擁有豐富旅行演奏經驗的音樂家而言，蘇克在自己下筆時顯然保守許多。
蘇克的作品集中於器樂領域，甚少接觸聖樂，這點與德沃夏克頗為相似。此外他也幾乎沒有歌曲和歌劇類型的作品。室內樂創作方面，1896年的弦樂四重奏（作品11）應是代表性的例子。令人訝異的是，作為一位傑出的室內樂音樂家，蘇克的室內樂作品數量卻極為有限。今天他所為人注目的，主要是其管弦樂作品。第2號交響曲《亚兹拉尔》（作品27）是蘇克紀念恩師辭世（1905年）而譜就，也是個人的最高傑作。

### 節選
鋼琴
- C大調波蘭風格幻想曲，作品5，1892年
- 小品集，作品7，1891–93年
  - 〈愛之歌〉（Píseň lásky），作品7之1
- 小品集，作品10，1895年
- 八首小品，作品12，1896年
- 組曲，作品21，1900年
- 小品集《關於母親》（O matince），作品28，1907年
- 组曲《现实与梦想》（Životem a snem），作品30，1909年
- 搖籃曲集（Ukolébavky），作品33，1910–12年
- 《友誼》（O přátelství），作品36，1920年

室內樂
- C小調鋼琴三重奏，作品2，1889/91年
- A小調鋼琴四重奏，作品1，1891年
- B♭大調第1號弦樂四重奏，作品11，1896年[註 2]
- 第2號弦樂四重奏，作品31，1910–11年
- D小調弦樂四重奏，1888年
- G小調鋼琴五重奏，作品8，1893年
- 敘事曲與小夜曲，為大提琴與鋼琴，作品3，1890/98年
- 四首小品，為小提琴與鋼琴，作品17，1900年

交響曲
- E大調第1號交響曲，作品14，1897–99年
- C小調第2號交響曲《亚兹拉尔》（Asrael），作品27，1905–06年

管弦樂作品
- 交響詩《布拉格》，作品26，1904年
- 交響詩《夏天的故事》（Pohádka léta），作品29，1908–09年
- 組曲《童話》（Pohádka），作品16，1899–1900年[註 3]
- 戲劇序曲（Dramatická ouvertura），作品4，1891年

協奏曲
- G小調幻想曲，為小提琴與樂團，作品24，1902–03年

弦樂團
- E♭大調小夜曲（Serenáda），作品6，1892年
- D小調幻想曲，1888年

人聲
- 十首歌曲，為女聲合唱與鋼琴四手聯彈，作品15，1899年
- 四首歌曲，為男聲合唱，作品18，1900年
- 男聲合唱（Mužské sbory），作品32，1911–12年

## 風格
蘇克與同時代的雅纳切克及诺瓦克不同，在蘇克筆下，民間音樂的取材相對較少，僅有早年一些杜姆卡（dumka）舞曲傳世。不過在部分的作品中，仍可見捷克波西米亞地區的舞曲元素。另外，他也甚少受到文學的影響，但朱利葉斯·澤耶則是例外。
晚期的蘇克作品使用了複雜的和聲，這些浪漫化的和聲語彙當中，隨處可見半音、拿坡里和弦，甚至是複調的使用。蘇克的管弦樂法運用過人，在《亚兹拉尔》交響曲當中，甚至能夠勾勒出馬勒的格局。

## 獲獎與榮譽
- 捷克科学院傑出會員，1901年[1]
- 布尔诺大学榮譽學位，1933年[1]

## 個人生活

### 家庭
约瑟夫·苏克與父親约瑟夫（1827年－1913年）同名同姓，老約瑟夫是捷克克罗切维采的小村合唱教師。孙子约瑟夫（1929年－2011年）也繼承了這一命名「傳統」。約瑟夫三世則是世界闻名的小提琴家。

## 延伸閱讀
- J.M. Květ, ed.: Josef Suk: život a dílo: studie a vzpomínky [Life and works: studies and reminiscences] (Prague, 1935).
- J. Berkovec: Josef Suk (1874–1935): život a dílo [Life and works] (Prague, 1956, 2/1962, rev. and abridged 1968 as Josef Suk; Eng., Ger., Fr. and Russ. trans., 1968).

## 外部連結
- 苏克作品列表：国际乐谱典藏计划上的乐谱